# Apeira versicolor
Apeira versicolor är en fjärilsart som beskrevs av W. Warren 1894. Apeira versicolor ingår i släktet Apeira och familjen mätare. Inga underarter finns listade i Catalogue of Life.